# Marie-Joseph-André de Saint-Julien
Marie-Joseph-André de Saint-Julien, francoski general, * 1880, † 1954.